# Pseudoeurycea tlahcuiloh
Pseudoeurycea tlahcuiloh är en groddjursart som beskrevs av Kraig Adler 1996. Pseudoeurycea tlahcuiloh ingår i släktet Pseudoeurycea och familjen lunglösa salamandrar. IUCN kategoriserar arten globalt som akut hotad. Inga underarter finns listade i Catalogue of Life.